# مسجد طاهریه
مسجد طاهریه مربوط به دوره قاجار است و در شیراز، خیابان بین الحرمین، جنب مدرسه مقیمیه واقع شده و این اثر در تاریخ ۸ مرداد ۱۳۸۱ با شمارهٔ ثبت ۶۰۲۹ به‌عنوان یکی از آثار ملی ایران به ثبت رسیده است.